# Aeronaves-de-México-Flug 401
Auf dem Aeronaves-de-México-Flug 401 (Flugnummer: AM401) verunglückte am 19. Januar 1961 eine Douglas DC-8-21 der Aeronaves de México auf dem Flughafen New York-Idlewild. Bei dem Unfall kamen vier Besatzungsmitglieder ums Leben. Der Unfall wurde durch einen erzwungenen Startabbruch seitens eines Besatzungsmitglieds verursacht.

## Flugzeug
Bei der verunglückten Maschine handelte es sich um eine Douglas DC-8-21, die zum Zeitpunkt des Unfalls knapp 6 Monate alt war. Die Maschine wurde im Douglas-Werk in Long Beach, Kalifornien montiert, ihr Erstflug erfolgte am 29. Juli 1960. Das Flugzeug trug die Werksnummer 45432, es handelte sich um die 105. Douglas DC-8 aus laufender Produktion. Die DC-8 wurde am 28. Oktober 1960 mit dem Luftfahrzeugkennzeichen N8611 neu an die Eastern Air Lines ausgeliefert. Ab dem 1. November 1960 war die Maschine an die Aeronaves de México verleast, wo sie das Luftfahrzeugkennzeichen XA-XAX und den Taufnamen 20 de Noviembre erhielt. Das vierstrahlige Langstrecken-Schmalrumpfflugzeug war mit vier Triebwerken des Typs Pratt & Whitney JT4A-3 ausgestattet. Bis zum Zeitpunkt des Unfalls hatte die Maschine 529 Betriebsstunden absolviert.

## Insassen
Den Flug hatten an diesem Tag 97 Passagiere angetreten, außerdem flogen neun Besatzungsmitglieder mit.

### Cockpitbesatzung
Im Cockpit befand sich eine vierköpfige Besatzung:
- Der 46-jährige Flugkapitän Ricardo Gonzalez Orduna war mexikanischer Staatsbürger und wurde am 30. November 1960 bei der Douglas Aircraft Company in Miami, Florida zum Flugkapitän für das Baumuster Douglas DC-8 zugelassen. Er verfügte ferner über Musterberechtigungen für die Flugzeugtypen Boeing 247, Douglas C-39, Douglas DC-3, Douglas DC-4, Lockheed L-049 Constellation sowie Bristol Britannia. Seine kumulierte Flugerfahrung betrug 15.210 Stunden und 34 Minuten, von denen er 94 Stunden im Cockpit der Douglas DC-8 absolviert hatte. Seine gesamte Betriebserfahrung mit diesem Baumuster bei Nachtflügen betrug 46 Stunden und 47 Minuten. Als pilot-in-command saß Orduna im linken Pilotensitz der Maschine.

- Der 32-jährige Erste Offizier Antonio Ruiz Bravo war mexikanischer Staatsbürger und wurde am 27. November 1960 bei der Douglas Aircraft Company in Miami, Florida zu den Funktionen des Ersten und Zweiten Offiziers im Cockpit der Douglas DC-8 zugelassen. Er war außerdem als Flugkapitän an Bord der Douglas DC-3 zertifiziert. Seine gesamte Flugerfahrung betrug 8260 Stunden und 56 Minuten. Davon hatte er 125 Stunden und 37 Minuten im Cockpit der Douglas DC-8 absolviert und wiederum 54 Stunden und 6 Minuten bei Nachtflügen.

- Der 32-jährige Zweite Offizier Xavier Alvarez Bacha war mexikanischer Staatsbürger und wurde am 26. November 1960 bei der Douglas Aircraft Company in Miami, Florida zu den Funktionen des Ersten und Zweiten Offiziers im Cockpit der Douglas DC-8 zugelassen. Er war außerdem als Flugkapitän an Bord der Douglas DC-3 zertifiziert. Seine gesamte Flugerfahrung betrug 8143 Stunden und 5 Minuten. Davon hatte er 123 Stunden und 34 Minuten im Cockpit der Douglas DC-8 absolviert und wiederum 53 Stunden und 48 Minuten bei Nachtflügen.

- Der 53-jährige Prüfkapitän William B. Poe war US-amerikanischer Staatsbürger und als Pilot bei der Eastern Air Lines angestellt. Er verfügte außerdem über Musterberechtigungen für die Flugzeugtypen Martin 2-0-2, Martin 4-0-4, Lockheed Constellation, Lockheed L-188 Electra, Douglas DC-3, Douglas DC-4, Douglas DC-6 und Douglas DC-7. Seine gesamte Flugerfahrung betrug 19.495 Stunden, davon hatte er 285 Stunden im Cockpit der Douglas DC-8 absolviert. Poe saß auf dem Jumpseat direkt hinter Kapitän Orduna.

### Kabinenbesatzung
Die fünfköpfige Kabinenbesatzung setzte sich zusammen aus der Purserin Gloria Sanchez Herrejon, dem Flugbegleiter Alberto Reyes Campos sowie den Flugbegleiterinnen  Margarita Badillo, Laura Martin de Jorge und Maria Autoniata Ponce de Leon.

## Flugplan
Die Maschine war um 15:15 Uhr aus Mexiko-Stadt eingetroffen. Der Aeronaves-de-México-Flug 401 sollte anschließend als Nonstopflug vom Flughafen New York-Idlewild zurück zum Flughafen Mexiko-Stadt führen. Der planmäßige Abflug sollte um 18:30 Uhr erfolgen.

## Unfallhergang
Aufgrund der winterlichen Verhältnisse und des Schneefalles im Raum New York hatten sich die Besatzung sowie rund 40 Passagiere verspätet. Die Verspätung des Fluges betrug so eineinhalb Stunden. Nach der Landung am Nachmittag hatte sich aufgrund der Witterung Schnee auf den Tragflächen der Maschine angesammelt, sodass diese sowie auch die Pitotrohre mit einer Ethylenglycollösung enteist wurden.
Die Besatzung erhielt eine Freigabe zum Start von der Startbahn 07R. Die ersten 6200 Fuß des Startlaufs verliefen normal. Anschließend verlor der Towerlotse die Maschine aufgrund des dichten Schneegestöbers aus dem Blick. Zu diesem Zeitpunkt befand sich die Maschine noch 3800 Fuß vom Startbahnende entfernt und hatte, gemäß späteren Aussagen des Lotsen, weder abgehoben noch rotiert. Ein anderer Fluglotse verfolgte die Bewegungen der Maschine auf dem Bodenradar. Einen Augenblick später sahen die Lotsen einen orangefarbenen Lichtblitz über dem nordöstlichen Ende des Flughafens aufleuchten. Der Lotse konnte zu diesem Zeitpunkt nicht sagen, ob die Maschine von der Startbahn abgehoben hatte.
Versuche, die Besatzung der DC-8 via Funk über die Abflugfrequenz zu kontaktieren, blieben ohne Erfolg. Schließlich wurde der Notfall ausgerufen.
Der Prüfkapitän Poe gab später an, dass die Checkliste für den Abflug routinemäßig durchgegangen worden sei. Der Startlauf sei normal gewesen, bis der Erste Offizier die Geschwindigkeit von 100 Knoten (ca. 185 km/h) ausrief. Beim Erreichen der Entscheidungsgeschwindigkeit von 130 Knoten (ca. 241 km/h) habe der Erste Offizier V1 ausgerufen und kurz darauf die Abhebegeschwindigkeit VR. Die Maschine habe dann schnell und recht abrupt rotiert. Poe gab an, dass er nicht beobachten konnte, dass die angezeigte Geschwindigkeit 130 Knoten überschritten hätte, vielmehr sei die Geschwindigkeit kurz darauf auf rund 110 Knoten (ca. 204 km/h) gefallen. Poe sei der Meinung gewesen, dass die Maschine unter diesen Bedingungen nicht rotieren könne und dass die verbliebene Startbahnlänge nicht ausreichen würde, um einen erfolgreichen Start durchzuführen. Er habe seine einzige Möglichkeit in einem Startabbruch gesehen und in dem Versuch, die Maschine noch auf der Startbahn zum Stehen zu bringen. Er habe daraufhin seinen Sitzgurt geöffnet, sei aufgestanden und habe die Schubhebel kurz nach vorne geschoben und erhöhte damit den Schub aller vier Triebwerke. Anschließend habe er die Schubhebel wieder nach hinten geschoben. Kapitän Gonzales habe daraufhin sofort die Schubumkehr und die Fahrwerksbremsen aktiviert. Poe habe daraufhin die Störklappen ausgefahren und habe wieder auf dem Jumpseat Platz genommen, ohne sich wieder anzuschnallen. Die Untersuchung ergab, dass die Handlungen von Poe etwa drei Sekunden in Anspruch genommen hatten. Die Maschine rollte anschließend weiter über die Startbahn und schließlich über deren Ende hinaus, durchschlug zwei Begrenzungszäune und rollte schließlich außerhalb des Flughafens über den Rockaway Boulevard, ehe sie mit einem PKW zusammenstieß, dessen einziger Insasse verletzt wurde.
Nachdem die Maschine die Flughafenumzäunung durchschlagen hatte, wurden einige Teile abgeschert und die DC-8 geriet in Brand. Sie kam 830 Fuß (ca. 253 Meter) hinter dem Startbahnende zum Stehen. Trotz der widrigen Wetterverhältnisse trafen die Einsatzfahrzeuge der Flughafenfeuerwehr und des New York Fire Departments nur sechs Minuten nach dem Zwischenfall ein und löschten kurz darauf den Brand. Die Evakuierung der Insassen war binnen fünf Minuten abgeschlossen, wobei die meisten Insassen die Maschine bereits in der Hälfte dieser Zeit verlassen hatten. Viele der Verletzten wurden in privaten PKW zum Krankenhaus gebracht.

## Opfer
Bei dem Unfall wurden die drei mexikanischen Mitglieder der Besatzung sowie eine Flugbegleiterin getötet. Kapitän Poe war der einzige Überlebende aus dem Cockpit.

## Unfalluntersuchung
Als Unfallursache stellten die Unfallermittler einen erzwungenen Startabbruch durch den Prüfkapitän Poe fest, der in keinem der Pilotensitze saß. Poe habe demnach ohne vorherige Ankündigung beim Start den Schub aller vier Triebwerke zurückgefahren, wodurch die Maschine, die bereits rotiert hatte, wieder zu Boden ging und das Ende der Startbahn überrollte. Poe habe den Startabbruch eingeleitet, da er irrtümlicherweise davon ausging, dass die Geschwindigkeit, bei der die Maschine rotierte, deutlich unter der kalkulierten Geschwindigkeit VR gelegen habe. Die Ermittler konnten die Möglichkeit nicht ausschließen, dass trotz der kalten Temperaturen die Pitotrohrheizung nicht aktiviert gewesen war und dadurch ein Zusammenhang mit dem plötzlichen Startabbruch bestanden haben könnte.

## Bedeutung
Die Maschine wurde bei dem Zwischenfall erheblich beschädigt und musste als Totalverlust abgeschrieben werden. Es handelte sich damit um den weltweit zweiten tödlichen Zwischenfall sowie zweiten Totalverlust einer Douglas DC-8, der sich, wie auch der erste (Flugzeugkollision von New York City) in New York ereignete.